# Przyszowa (gromada)
Przyszowa – dawna gromada, czyli najmniejsza jednostka podziału terytorialnego Polskiej Rzeczypospolitej Ludowej w latach 1954–1972.
Gromady, z gromadzkimi radami narodowymi (GRN) jako organami władzy najniższego stopnia na wsi, funkcjonowały od reformy reorganizującej administrację wiejską przeprowadzonej jesienią 1954 do momentu ich zniesienia z dniem 1 stycznia 1973, tym samym wypierając organizację gminną w latach 1954–1972.
Gromadę Przyszowa z siedzibą GRN w Przyszowej utworzono – jako jedną z 8759 gromad na obszarze Polski – w powiecie limanowskim w woj. krakowskim, na mocy uchwały nr 23/IV/54 WRN w Krakowie z dnia 6 października 1954. W skład jednostki wszedł obszar dotychczasowej gromady Przyszowa oraz miejscowość Zagórów (w jej granicach katastralnych) z dotychczasowej gromady Stronie ze zniesionej gminy Łukowica w tymże powiecie. Dla gromady ustalono 22 członków gromadzkiej rady narodowej.
31 grudnia 1959 do gromady Przyszowa przyłączono wieś Stronie ze zniesionej gromady Świdnik.
31 grudnia 1961 do gromady Przyszowa przyłączono wieś Wysokie ze zniesionej gromady Wysokie.
Gromada przetrwała do końca 1972 roku, czyli do kolejnej reformy gminnej.